# Papustyla pulcherrima
Papustyla pulcherrima је пуж из реда Stylommatophora и фамилије Camaenidae. 

## Угроженост
Подаци о распрострањености ове врсте су недовољни.

## Распрострањење
Папуа Нова Гвинеја је једино познато природно станиште врсте.

## Станиште
Врста Papustyla pulcherrima има станиште на копну.